# Tanya Wright
Tanya Wright (New York, ...) è un'attrice, scrittrice e regista statunitense.

## Biografia
Nata nel Bronx di New York, riceve una borsa di studio presso la George School in Pennsylvania, in seguito termina gli studi al Vassar College. Dopo il college inizia a lavorare, per un periodo di nove mesi, come impiegata presso il The New York Times, coltivando il sogno di diventare scrittrice.
Decisa ad intraprendere la carriera d'attrice si trasferisce a Los Angeles, ben presto si sottopone ad un provino ed ottiene una parte nella sit-com I Robinson, dove interpreta il ruolo della fidanzata di Theo Robinson. Successivamente ottiene brevi apparizioni in serie televisive come Beverly Hills 90210, Otto sotto un tetto, Moesha e The District. Nel 1996 fa parte del cast della serie TV di breve vita Buddies, anni dopo interpreta il ruolo di Patty Brooks nella prima stagione della serie televisiva 24. In seguito partecipa ad alcuni episodi della serie TV NYPD - New York Police Department e recita in un'altra serie dal titolo The Handler.
Dal 2008 interpreta il ruolo minore del vice sceriffo Kenya Jones nella serie televisiva della HBO True Blood. Nell'agosto del 2010 viene pubblicato il suo primo romanzo, Butterfly Rising, basato su una sua sceneggiatura. Successivamente realizza un omonimo film, con cui esordisce alla regia, oltre ad esserne produttrice, sceneggiatrice ed interprete. Le musiche del film sono state composte dal musicista italiano Kristian Sensini.

## Filmografia

### Televisione
- I Robinson (The Cosby Show) – serie TV, episodi 2x23 e 3x04 (1986)
- Parker Lewis (Parker Lewis Can't Lose) – serie TV, episodio 2x12 (1991)
- Beverly Hills 90210 – serie TV, episodio 5x09 (1994)
- Living Single – serie TV, episodio 2x20 (1995)
- 8 sotto un tetto (Family Matters) – serie TV, episodio 6x23 (1995)
- La legge di Burke (Burke's Law) – serie TV, episodio 2x11 (1995)
- The Wayans Bros. – serie TV, episodio 2x15 (1996)
- Buddies – serie TV, 14 episodi (1996)
- Scuola di polizia (Police Academy: The Series) – serie TV, 7 episodi (1998)
- Moesha – serie TV, episodi 5x01-5x02 (1999)
- The District – serie TV, episodi 1x07, 1x20 (2000)
- 24 – serie TV, 9 episodi (2001-2002)
- NYPD - New York Police Department (NYPD Blue) – serie TV, 6 episodi (2002)
- Squadra Med - Il coraggio delle donne (Strong Medicine) – serie TV, episodio 5x02 (2004)
- Windfall – serie TV, episodio 1x12 (2006)
- E.R. - Medici in prima linea (ER) – serie TV, episodio 13x22 (2007)
- Standoff – serie TV, episodio 1x15 (2007)
- True Blood – serie TV, 18 episodi (2008-2014)
- The Carrie Diaries – serie TV, episodio 2x02 (2013)
- Orange Is the New Black – serie TV, 11 episodi (2013-2018)
- The Good Wife – serie TV, episodio 6x07 (2014)
- I'm Dying Up Here - Chi è di scena? (I'm Dying Up Here) – serie TV, episodio 2x09 (2018)
- Madam Secretary – serie TV, episodio 5x01 (2018)

## Doppiatrici italiane
Nelle versioni in italiano delle opere in cui ha recitato, Tanya Wright è stata doppiata da:
- Emanuela Amato in The District (ep. 1x07)
- Irene Di Valmo in 24
- Laura Lenghi in Orange is the New Black